# ديفيد ليونارد بارنز
ديفيد ليونارد بارنز (بالإنجليزية: David Leonard Barnes)‏ هو محامي وقاضي أمريكي، ولد في 28 يناير 1760، وتوفي في 3 نوفمبر 1812.